# Hřivice
Hřivice (en allemand : Hriwitz ou Hrziwitz) est une commune du district de Louny, dans la région d'Ústí nad Labem, en Tchéquie. Sa population s'élevait à 637 habitants en 2021.

## Géographie
Hřivice se trouve à 9 km au sud-ouest de Louny, à 48 km au sud-ouest d'Ústí nad Labem et à 56 km au nord-ouest de Prague.
La commune est limitée par Opočno et Jimlín au nord, par Zbrašín à l'est, par Domoušice et Pnětluky au sud, et par Tuchořice à l'ouest.

## Histoire
La première mention écrite du village date de 1316. Pendant la Seconde Guerre mondiale, dans le cadre du protectorat de Bohême et de Moravie, le village s'appela Riwitz.

## Administration
La commune se compose de trois quartiers :
- Hřivice
- Markvarec
- Touchovice

## Transports
Par la route, Hřivice se trouve à 11 km de Louny, à 64 km d'Ústí nad Labem  et à 72 km de Prague.